# Blackbird (álbum)
Blackbird é o segundo álbum de estúdio da banda de metal alternativo Alter Bridge, lançado em 8 de Outubro de 2007. O álbum estreou na #37 posição no UK Albums Chart, e na #2 posição no UK Rock Albums Chart. Nos Estados Unidos, o disco estreou na #13 posição na Billboard 200 e #4 posição no Billboard Rock Album, com vendas superiores a 47 mil cópias na primeira semana.
| Críticas profissionais                                                      | Críticas profissionais |
| Avaliações da crítica                                                       | Avaliações da crítica  |
| Fonte                                                                       | Avaliação              |
| --------------------------------------------------------------------------- | ---------------------- |
| Allmusic                                                                    | [ 2 ]                  |
| Manchester Evening News                                                     | [ 3 ]                  |
| Ultimate-Guitar                                                             | [ 4 ]                  |
| Total-Guitar                                                                | [carece de fontes?]    |
| Esta tabela precisa de ser acompanhada por texto em prosa. Consulte o guia. |                        |

## Faixas
1. "Ties That Bind" - 3:19
2. "Come to Life" - 3:51
3. "Brand New Start" - 4:54
4. "Buried Alive" - 4:35
5. "Coming Home" - 4:19
6. "Before Tomorrow Comes" - 4:06
7. "Rise Today" - 4:21
8. "Blackbird" - 7:58
9. "One by One" - 4:20
10. "Watch Over You" - 4:19
11. "Break Me Down" - 3:56
12. "White Knuckles" - 4:24
13. "Wayward One" - 4:47

### Faixas bónus
1. "The Damage Done" - 3:45
2. "New Way to Live" - 5:40
3. "We Don't Care At All" (Reino Unido e iTunes) - 3:42